# Plectranthus collinus
Plectranthus collinus là một loài thực vật có hoa trong họ Hoa môi. Loài này được (Lebrun & Touss.) ined. miêu tả khoa học đầu tiên.